# Borneohof
Borneohof is een opvallend gebouw aan het Javaplein in het hart van de Indische buurt, Amsterdam-Oost.

## Geschiedenis
Borneohof is woonblok gesitueerd aan het Javaplein, Borneostraat, Madurastraat en Molukkenstraat. Vanaf de inrichting van de buurt (hier jaren tien) stonden hier kleine arbeiderswoningen, die zich door middel van renovatie tot in de 21e eeuw wisten te handhaven. Ze waren eigenlijk niet meer geschikt om te verhuren, mede door het kleine vloeroppervlak per eenheid. Het Stadsdeel Zeeburg wilde tegelijkertijd in 2007 in de Indische Buurt een centraal hart, dat een meer open karakter moest hebben. Het bouwblok ten noorden van het plein werd gesloopt en vervangen door wat het Borneohof zou worden. Architect Peter Geusebroek van Geusebroek Stefanova Architecten ontwierp daarop een woonblok met 67 voor  woningcorporatie De Alliantie. Het blok werd tussen 2008 en 2011 gebouwd tegenover de zogenaamde Berlageblokken.

## Architectuur
Het bouwblok heeft het uiterlijk van een hofje, woningen gebouwd rondom een open ruimte. In het gebouw werden appartementen en maisonnettes ingericht. In de plint van het gebouw werden een regionale afdeling van de OBA (openbare bibliotheek Amsterdam), een sportschool, een grand café en een bloemist. Het geheel wordt gedragen door een tweelaagse volautomatische parkeergarage voor 169 auto's. 
Het gebouw presenteert zich op twee manieren naar zijn omgeving. De drie gevels die het stratenpatroon (aan de drie straten) volgen zijn een moderne uitwerking van de overliggende gebouwen, welke ontworpen zijn door architect Adriaan Willem Weissman. De voormalige scherpe punt op het plein en de Molukkenstraat werd in de nieuw opzet stomp uitgevoerd, waardoor het plein groter werd. Deze gevel aan het plein is afwijkend en moderner in zijn verschijningsvorm. Een toren (Javaplein/Molukkenstraat) markeert het plein voor de omgeving. De arcade laat gebouw en plein in elkaar overvloeien. Er zijn vier poorten die door middel van een trap toegang geven tot een binnengebied op de eerste verdieping. Dit binnengebied bestaat uit 3 hoven, geïnspireerd op Berlijnse hoven. 

## Kunst
Twee poorten zijn door industrieel vormgever Piet Hein Eek voorzien van kunstwerken. De zijwand van de poort is bekleed met (fragmenten) van oude deuren.

## Prijzen
De Borneohof is in 2011 genomineerd voor de Zuiderkerkprijs en in 2012 voor de Gouden AAP (Amsterdamse Architectuur Prijs) en de Amsterdamse Nieuwbouwprijs. De Amsterdamse Nieuwbouwprijs is toegekend aan het gebouw.

## Afbeeldingen

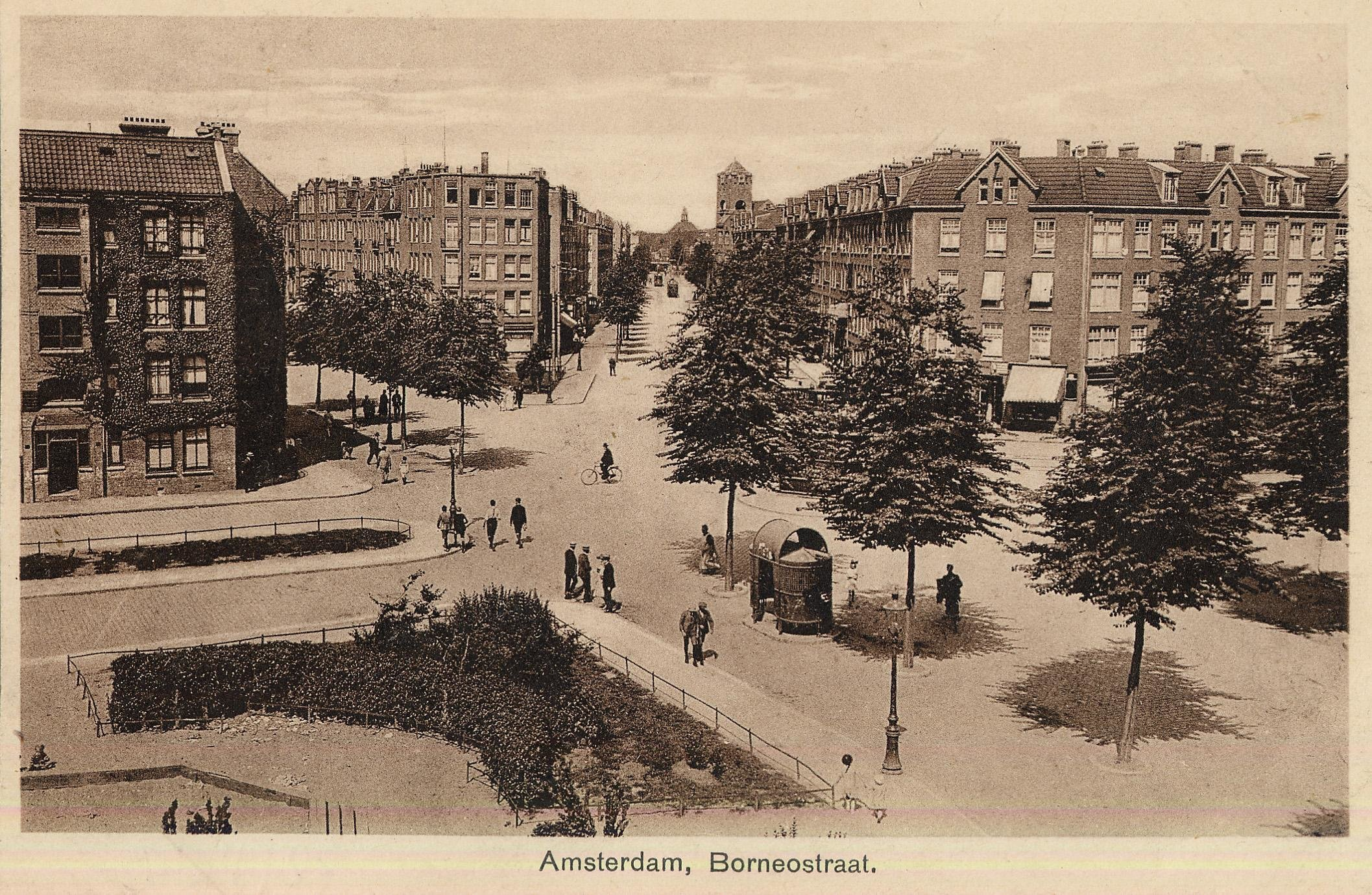
Javaplein rechts de originele bebouwing in circa 1920
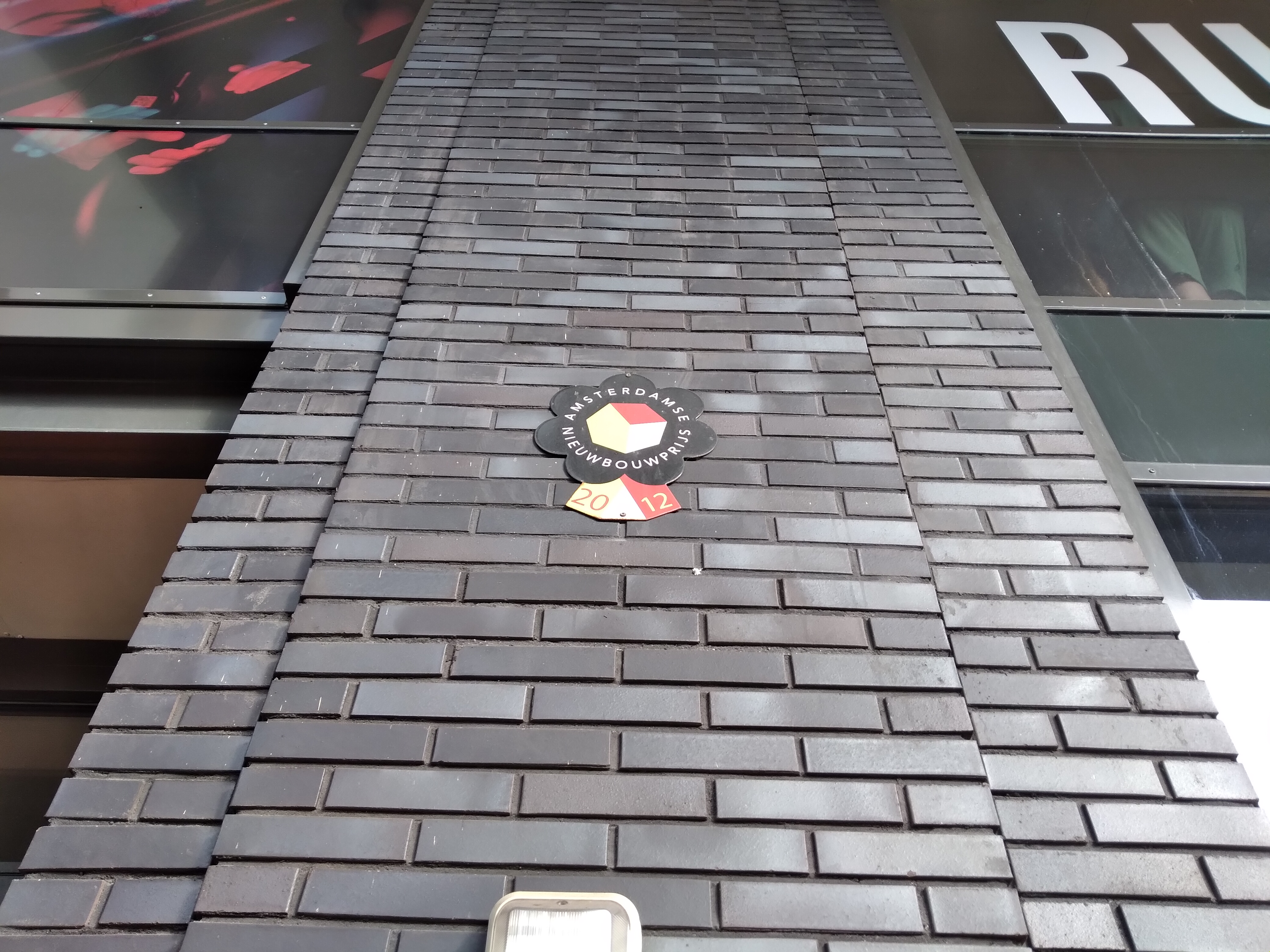
Vignet Nieuwbouwprijs 2012 (oktober 2021)
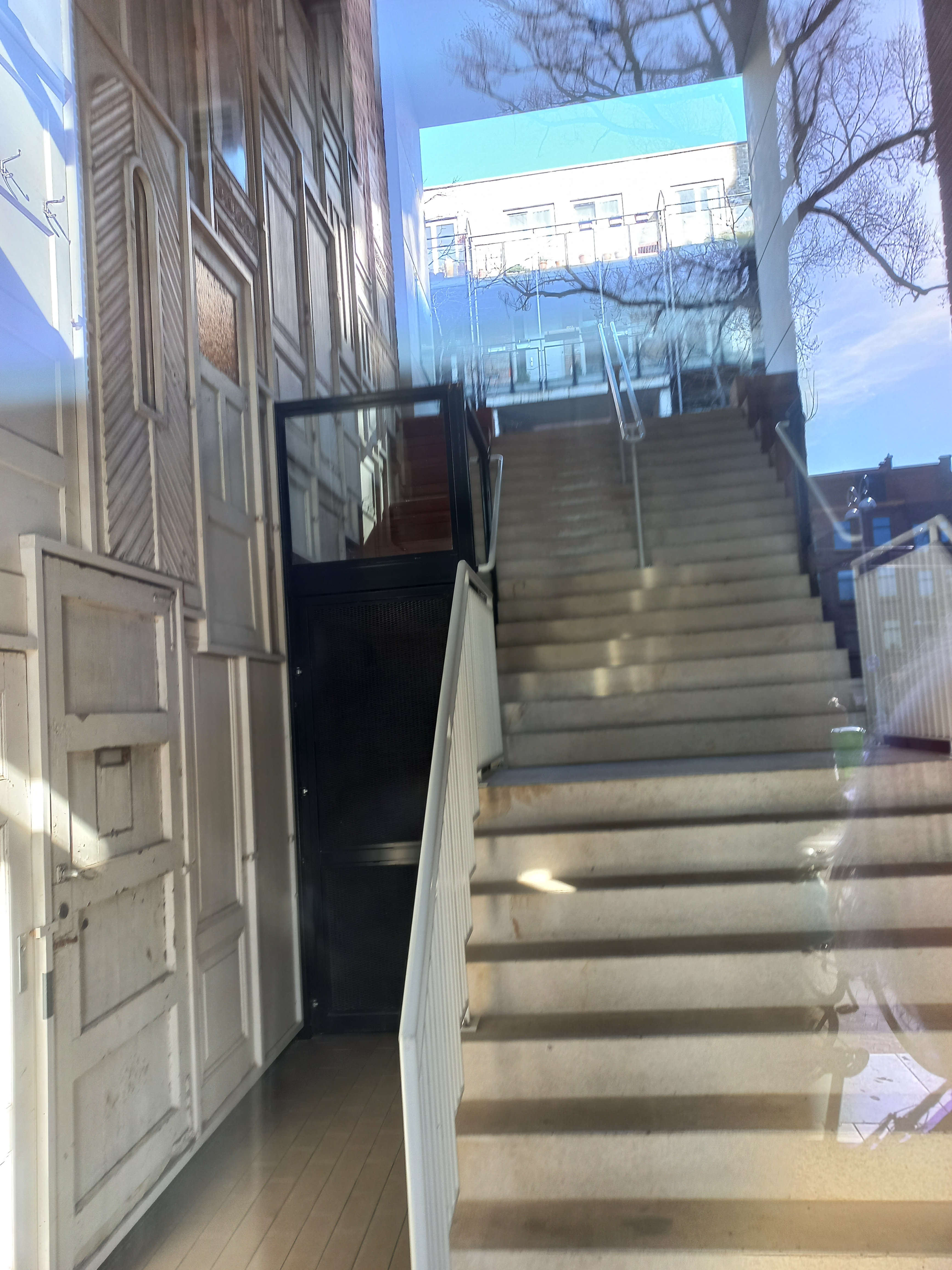
Panelen van Piet Hein Eek (februari 2022)